# Fernando Arrabal
Fernando Arrabal er en forfatter født i den spanske enklave i Marokko, Melilla  i august 1932. Han har boet i eksil i Frankrig siden 1955.
- Han lærte at læse og skrive i Ciudad Rodrigo (Salamanca-provinsen) (belønnet med den nationale pris for ”superbegavede” i ti-årsalderen) og studerede på universitetet i Madrid.

- Da han endnu var en lille dreng forsvandt hans far, der var dødsdømt, på mystisk vis efter at være flygtet. På grund af dette traume, som nobelpristageren Vicente Aleixandre skrev, “er den indsigt Arrabal giver farvet af et moralsk lys, som er central for hans kunst”.

- Han har instrueret syv spillefilm. Han har udgivet fjorten romaner, syv hundrede poesibøger, adskillige essays og hans berømte Brev til general Franco mens diktatoren endnu levede. Hans samlede dramatiske forfatterskab, som er blevet oversat til  hovedsprogene, er udkommet i to bind på over to tusind sider i serien Colección Clásicos Castellanos på forlaget Espasa Calpe.

- Sammen med Alejandro Jodorowsky og Roland Topor grundlagde han i 1963 Den Paniske Bevægelse. Han har været Trascendent Satrape (Patafysik) på Collège de Pataphysique siden 1990.

“Fernando Arrabal er forfatter til et teater, der er genialt, brutalt, overraskende og frydefuldt provokerende. En dramaturgisk ”potlatch”, hvor alt skrottet i vore ”avancerede” samfund forkulles i en festlig permanent revolution. Han er arvtager af en Kafka og en Jarrys humor; i sin voldsomhed minder han om de Sade eller Artaud. Men han er formodentlig den eneste, der har formået at drive latteren så vidt. Hans barnligt oprørske og bohemeagtige værk er et syndrom på vores pigtrådsindhegnede tidsalder: et middel til at bevare årvågenheden.” (Dictionnaire des littératures de langue française (Editions Bordas).)

## Priser
- Til trods for at han er en af sin tids mest kontroversielle forfattere, har han fået international anerkendelse for sit værk (Det Franske Akademis Store Teaterpris, Nabokovprisen for prosa, Espasa Calpes essaypris, World Theater Price m.m)

- Det Patfysiske Institut i Paris har kåret ham til ”Transcendente Satrape” (svarer til nobelprisen på dette institut). Den samme æresbevisning har også personligheder som Marcel Duchamp, Ionesco, Man Ray, Boris Vian, Dario Fo, Jean Baudrillard og Umberto Eco fået i løbet af de sidste halvtreds år.

- Arrabal var den sidste kandidat til den store spanske Cervantespris år 2001og blev støttet af Camilo José Cela. Le Mage forsikrer at han var kandidat til nobelprisen i 2005, en præmie som forskellige institutioer og personigheder har foreslået til forfateren. Den 14. juli 2005 blev han beæret med title  légion d’honneur.

## Prosa
- Baal Babylone (1959)
- L'enterrement de la sardine
- Fête et rites de la confusion
- El mono
- La tour prends garde ("La torre herida por el rayo")
- La vierge rouge
- La fille de King-Kong
- La tueuse du jardin d'hiver
- Lévitation
- Porté disparu
- L'extravagante croisade d'un castrat amoureux
- Lévitation
- Porté disparu
- Champagne pour tous

- For sin prosa har han fået Nadalprisen (der svarer til Goncourt eller Pulitzer) og den Internationale Nabokovpris

## Poesi
- Syv hundrede bøger illustreret af Pablo Picasso, Salvador Dalí, René Magritte, osv., blandt hvilke kan nævnes:

- ’’Mis humildes paraísos y
- ’’La piedra de la locura

## Drama
Hundrede teaterstykker udgivet i nitten bind:
- Le Tricycle (1953)
- Fando et Lis (1955)
- Guernica (1959)
- La Bicyclette du condamné (1959)
- Le Grand Cérémonial (1963)
- L'Architecte et l'Empereur d'Assyrie (1966)
- Le Jardin des délices (1967)
- Le Labyrinthe (1967)
- L'Aurore rouge et noire (1968)
- Bestialité érotique (1968)
- Le Ciel et la Merde (1972)
- Le Cimetière des voitures (1959)
- La nuit est aussi un soleil
- Jeunes barbares d'aujourd'hui
- ...Et ils passèrent des menottes aux fleurs
- La tour de Babel
- Inquisition
- Les délices de la chair
- La traversée de l'empire
- Lettre d'amour